# Nekrolog 1472
Nekrolog
◄◄
| ◄
| 1468
| 1469
| 1470
| 1471
| 1472 | 1473 | 1474 | 1475 | 1476 | ► | ►►
Weitere Ereignisse | Allgemeiner Nekrolog 1472
Die Beschreibung der verstorbenen Person sollte so kurz wie möglich gehalten sein und nur deren signifikante Tätigkeit(en) enthalten.
Neue Namen ggf. auch unter dem Geburts- und Sterbedatum, also etwa unter 1. Januar und im Geburts- und Sterbejahr (2024) eintragen (nur bei entsprechender großer Wichtigkeit). Für Beispiele siehe die schon vorhandenen Artikel.
Außerdem über die fünf zuletzt Verstorbenen, zu denen es einen ausreichend guten Artikel für eine Präsentation auf der Hauptseite gibt, nach der todesbedingten Überarbeitung der Artikel ggf. auch unter Wikipedia Diskussion:Hauptseite informieren und sie am besten auch in den anderen Wikipedia-Sprachversionen eintragen. Tipp: Regelmäßig bei news.google.de nach „ist tot“, „gestorben“ oder „verstorben“ suchen.
Wenn eine Person gestorben ist, gibt es viele Seiten zu dieser Person in der Wikipedia, die davon auch betroffen sind und entsprechend aktualisiert werden müssen. Beispiele: Namenübersichtsseite, Geburtsjahr, Geburtsort-Seiten und viele mehr.
Wie finde ich die betroffenen Seiten?
Im Suchfeld auf der linken Seite gibt man den Suchbegriff so ein: „Vorname Nachname“. Dann klickt man auf Volltext und alle Seiten mit entsprechendem Suchtext werden aufgerufen. Hier sieht man dann schnell, wo auch das Todesjahr Sinn macht oder sogar ein Teil des Artikels angepasst werden muss. Auch hilft das „Werkzeug“ auf der linken Seite sehr gut, um solche Seiten aufzufinden: „Links auf diese Seite“. Somit ist die Wikipedia wieder aktuell in allen Bereichen! Hinweis: bei Eintragung der Kategorie „Gestorben JAHR“ wird der Missbrauchsfilter 49 ausgelöst, was jedoch nicht schlimm ist. Siehe: Spezial:Missbrauchsfilter/49
Dies ist eine Liste von im Jahr 1472 verstorbenen bekannten Persönlichkeiten. Die Einträge erfolgen innerhalb der einzelnen Daten alphabetisch sortiert. Tiere sind im Nekrolog für Tiere zu finden.

## Januar
| Tag        | Name              | Beruf, bekannt als                | Alter | Beleg |
| ---------- | ----------------- | --------------------------------- | ----- | ----- |
| 9. Januar  | Hans Pleydenwurff | deutscher Maler                   |       |       |
| 15. Januar | Armgert van Lisse | Ordensfrau im Klosters Diepenveen |       |       |

## März
| Tag      | Name            | Beruf, bekannt als      | Alter | Beleg |
| -------- | --------------- | ----------------------- | ----- | ----- |
| 27. März | Janus Pannonius | Bischof von Fünfkirchen | 37    |       |
| 30. März | Amadeus IX.     | Herzog von Savoyen      | 37    |       |

## April
| Tag       | Name                               | Beruf, bekannt als                                              | Alter | Beleg |
| --------- | ---------------------------------- | --------------------------------------------------------------- | ----- | ----- |
| 6. April  | Pieter Bladelin                    | Brügger Patrizier                                               |       |       |
| 11. April | Prokop von Rabstein                | Oberstkanzler von Böhmen                                        |       |       |
| 16. April | Johann von Mutterstadt             | Domvikar in Speyer, Historiker                                  |       |       |
| 25. April | Leon Battista Alberti              | italienischer Humanist, Schriftsteller, Mathematiker, Architekt | 68    |       |
| 25. April | Jacques de Villiers de L’Isle-Adam | französischer Adliger und Militär                               |       |       |

## Mai
| Tag     | Name                            | Beruf, bekannt als                                 | Alter | Beleg |
| ------- | ------------------------------- | -------------------------------------------------- | ----- | ----- |
| 24. Mai | Charles de Valois, duc de Berry | Herzog von Berry, Normandie, Champagne und Guyenne | 25    |       |
| 30. Mai | Jacquetta von Luxemburg         | Herzogin von Bedford und Gräfin Rivers             |       |       |

## Juni
| Tag      | Name                         | Beruf, bekannt als                                                | Alter | Beleg |
| -------- | ---------------------------- | ----------------------------------------------------------------- | ----- | ----- |
| 4. Juni  | Nezahualcóyotl               | Herrscher, Philosoph und Dichter im präkolumbischen Mesoamerika   | 70    |       |
| 15. Juni | Sigismund Pirchan            | Abt von Hohenfurt, Weihbischof in Passau                          |       |       |
| 18. Juni | Fetschin Colyn               | deutscher Schöffe und Bürgermeister der Freien Reichsstadt Aachen |       |       |
| 21. Juni | Johannes III. von Asel       | Bischof von Verden                                                |       |       |
| 23. Juni | Guillaume Juvénal des Ursins | Kanzler von Frankreich unter Karl VII. und Ludwig XI.             | 72    |       |
| 24. Juni | Barbara von Bayern           | bayerische Prinzessin und Klarissin                               | 18    |       |

## Juli
| Tag      | Name             | Beruf, bekannt als                                                                  | Alter | Beleg |
| -------- | ---------------- | ----------------------------------------------------------------------------------- | ----- | ----- |
| 1. Juli  | Georg Neumair    | Propst des Augustiner-Chorherren-Stifts in Rottenbuch                               |       |       |
| 6. Juli  | Battista Sforza  | Herzogin von Urbino                                                                 |       |       |
| 15. Juli | Balthasar        | Herzog von Sagan, Söldnerführer des Deutschen Ordens, Feldhauptmann von Breslau     |       |       |
| 25. Juli | Charles d’Artois | Graf von Eu                                                                         |       |       |
| 25. Juli | Gaston IV.       | Graf von Foix und Bigorre sowie Vizegraf von Béarn, Nébouzan, Villemeur und Lautrec |       |       |
| 25. Juli | Johann III.      | Graf von Saarbrücken                                                                | 49    |       |

## August
| Tag        | Name                  | Beruf, bekannt als                                                                              | Alter | Beleg |
| ---------- | --------------------- | ----------------------------------------------------------------------------------------------- | ----- | ----- |
| 2. August  | Bernhard von Waging   | Benediktinermönch und Vertreter der spätmittelalterlichen Reformbewegungen im süddeutschen Raum |       |       |
| 7. August  | Pierre de Bauffremont | Graf von Charny und Herr von Montfort                                                           |       |       |
| 9. August  | Johann Vitez          | katholischer Bischof von Großwardein und Erzbischof von Gran                                    |       |       |
| 10. August | Jakob von Bruck       | Abt des Klosters Weißenburg (Elsass)                                                            |       |       |
| August     | Gregor Heimburg       | deutscher Humanist und Staatsmann                                                               |       |       |

## September
| Tag           | Name               | Beruf, bekannt als     | Alter | Beleg |
| ------------- | ------------------ | ---------------------- | ----- | ----- |
| 11. September | Giovanni Arnolfini | italienischer Kaufmann |       |       |

## Oktober
| Tag         | Name                      | Beruf, bekannt als                    | Alter | Beleg |
| ----------- | ------------------------- | ------------------------------------- | ----- | ----- |
| 7. Oktober  | Michelozzo di Bartolommeo | italienischer Bildhauer und Architekt |       |       |
| 31. Oktober | Konrad V.                 | Graf von Rietberg (1428–1472)         |       |       |

## November
| Tag          | Name                     | Beruf, bekannt als                                          | Alter | Beleg |
| ------------ | ------------------------ | ----------------------------------------------------------- | ----- | ----- |
| 8. November  | Johann II. von Rosenberg | Höchster Kämmerer von Böhmem, Landeshauptmann von Schlesien |       |       |
| 18. November | Bessarion                | byzantinischer Theologe und Humanist                        | 69    |       |

## Datum unbekannt
| Tag | Name                              | Beruf, bekannt als                                                                      | Alter | Beleg |
| --- | --------------------------------- | --------------------------------------------------------------------------------------- | ----- | ----- |
|     | Nicolas Jacquier                  | französischer Dominikaner und Inquisitor                                                |       |       |
|     | Karl IV.                          | Graf von Maine und Graf von Guise                                                       |       |       |
|     | Peter Luder                       | deutscher Wanderredner, Humanist, Mediziner und Gelehrter                               |       |       |
|     | Jean Miélot                       | Schreiber, Illustrator, Sutor, Übersetzer und Priester, der im Herzogtum Burgund wirkte |       |       |
|     | Afanassi Nikitin                  | russischer Kaufmann und Entdecker                                                       |       |       |
|     | Josef della Reina                 | mystischer Schwärmer in Galiläa                                                         |       |       |
|     | Dietrich von Stechow              | Bischof von Brandenburg (1459–1472)                                                     |       |       |
|     | Henry FitzHugh, 5. Baron FitzHugh | englischer Adliger                                                                      |       |       |